# نوآباد ایش
نوآباد ایش (به لاتین: Nowabad-e Ish) یک منطقهٔ مسکونی در افغانستان است که در ولسوالی کوف‌آب واقع شده‌است.